# Beauvois-en-Cambrésis
Beauvois-en-Cambrésis é uma comuna francesa na região administrativa de Altos da França, no departamento do Norte. Estende-se por uma área de 3.52 km². Em 2010 a comuna tinha 2 059 habitantes (densidade: 584,9 hab./km²).